# أوليفر روس
أوليفر روس (بالإنجليزية: Oliver Ross)‏ (و. 1949 – م) هو لاعب كرة قدم أمريكية، من الولايات المتحدة الأمريكية، ولد في غينزفيل، فلوريدا.